# Рева (Београд)
Рева је градско насеље у Београду, које се налази на територији општине Палилула.

## Карактеристике
Рева је једно од поднасеља Крњаче. Налази се у банатском делу општине Палилула и протеже се између блока Зага Маливук на северу (јужна страна Панчевачког пута) и мочваре Рева на југу. Према попису из 2002, у Реви је живело 2,808 становника. Рева је пре свега индустријска и економска зона са бројним великим складиштима и хангарима. Такође је позната и по расадницима који се налазе у насељу. Линија градског превоза 108 саобраћа до насеља, на релацији „Омладински стадион“ — МЗ „Рева“.

## Мочвара
Мочвара Рева налази се у близини леве обале Дунава, на мочварном и влажном подручју. Један део мочваре претворен је у рибњак. Мочвара је издужена од запада ка истоку, паралелно са каналом Себеш. Са осталим мочварним подручјима у Крњачи чини погодно подручје за комарце, што понекад, током лета, изазива велико незадовољство код становништва Београда.